# Pedicularis mariae
Pedicularis mariae är en snyltrotsväxtart som beskrevs av Eduard August von Regel. Pedicularis mariae ingår i släktet spiror, och familjen snyltrotsväxter. Inga underarter finns listade i Catalogue of Life.